# ゼルダの伝説 リルトの誓い
『ゼルダの伝説 リルトの誓い』（ゼルダのでんせつ リルトのちかい）は、原作：棟居仁、作画：古澤純也による日本の漫画作品。『少年王』（光文社）1994年12月号から1997年4月号にて連載された。単行本は全4巻。

## 概要
ゼルダの伝説シリーズを題材とした漫画作品。既存のシリーズ作品のコミカライズではなく、ゲーム内の設定などを借りた少年漫画という趣きが強い。『ゼルダの伝説 神々のトライフォース』から遠い未来という舞台設定で、リンクではなくヘザラ村に住む少年リルトを主人公としている。掲載誌の休刊により連載も終了となったが、ストーリー自体は駆け足気味ながら完結している。
殺陣シーンが非常に多く、勧善懲悪をコンセプトとしている。この手の漫画としては珍しく主人公や味方が悪党を容赦なく斬り捨てる（バラバラに切り裂く）など凄惨なシーンが散見される。

## 登場人物

### メインキャラクター
リルト
主人公。ヘザラ村の出身。エルフ族。勇者に憧れるワンパクな熱血少年。力が強いのと頑丈なのが取り柄。また死線の際には凄まじい反射神経を発揮する。一人称は「オイラ」。リンクのような特別な血筋の生まれではない。
10年前、禁断の谷でドゥーじいさんが盗賊たちを一蹴したことで勇者になりたいという願いを持つようになる。しかし夢物語が過ぎるとして皆には呆れられている。しかもリルトは、友達との剣術の稽古で本気になるため敬遠されている。
正義感の強さとは裏腹に敵対者は人間もモンスターも容赦なく斬り捨てるなど凄惨な描写が多い。
1巻では友達を連れて禁断の谷に踏み込んだ際、砂漠の盗賊ハギスと遭遇しいきなり襲われるが、反撃したことで手傷を与え激しい怒りを買う。そのまま逃走した際に洞窟の隠し部屋に入り込んでしまい、安置されていたマスターソードを引き抜く。ハギスから逃れた後は友達と一緒に村まで戻り、後日カリンを狙って来たウルゲと交戦。
負傷しながらもマスターソードの力を引き出して相打ちとなるが、魂のみとなって天上界にてリンクと出会い、大賢者モートネと引き合わされる。そこでガノンの復活が近いこと、配下の三悪党がハイラル国内を蹂躙していることを聞かされる。それを阻止できるのはマスターソードに選ばれた自分だけだと告げられる。ここに至って「世界を救う勇者」としての重圧にくじけそうになる。しかしリンクの励ましによって立ち直り、生き返るための試練に挑む。リンクから回転斬りを習い、続けて武闘家ラーダッハとの死闘を制し、妖精の入った小瓶を手にしたことで妖精の力により生き返りを果たす。
2巻では勇者オタクの青年ゴンザと出会い、共にハギスに敗北を喫する。しかし助け合ったことで友情を築き仲間となる。また森の民たちが木と同化させられて磔にされている様を目の当たりにし、必ず助け出すと約束する。
3巻では地下遺跡に隠されていた古代ハイリア人の秘法である「古代ハイリア人の盾」を入手し、更に旅の雑貨屋バボイとの賭けに勝ったことで腕力を強化する「力の腕輪」を手にする。またその勇姿を認めたバボイの娘カーラが仲間に加わり、カリンを救い出すべく3人でハギスの砦へと殴り込みをかける。
砦での戦いではハギスと一騎討ちを展開。3つのアイテムの力に加え、カーラを傷つけられた怒りとカリンを助けるという誓いからこれまで以上の力を発揮。ハギスと互角以上に渡り合う。しかし「力のペンダント」によって強化変身を果たしたハギスには及ばず惨敗を喫す。
最終巻では心が折れてしまい、「自分は誰も守れない・助けられない」「自分の近くにいる人たちはみんな傷つく」と思うようになってしまう。その悩みをドゥーに打ち明けると「強くなりたければついてこい」と禁断の谷の一角に連れて行かれ、マスターソードで竜巻を受け止めるという試練を受けさせられる。失敗が続く中、ドゥーじぃさんに会いに来た子供たちが竜巻に巻き込まれそうになる。必死の想いでリルトは剣を振り、その想いに応えたマスターソードは更なる姿へと強化され、竜巻を打ち消した。これにより剣から光線を放つことが可能となった。
最終話では仲間たちと共にハギスと死闘を演じる。当初は光線によるアドバンテージでハギスを動揺させるが、それは生命力を変換して放つものだったため疲弊してしまう。しかし力のペンダントを砕くことに成功し、続けてハギスの右腕を斬断。最後の激突を繰り広げる。戦いの最中、ハギスと共に崖から落ちてしまうが、ハギスだけ岩肌にしがみつくことで難を逃れる。しかしリルトはハギスを道連れにするつもりでマスターソードを投擲。ハギスのドテッ腹をブチ抜いて跡形もなく消滅させた。そのまま落下したリルトだが、ドラゴンに変身したリッキーによって救われ事なきを得た。
エピローグでは「みんなを守れるくらいもっと強くなりたい」という誓いを胸にヘザラ村を立つ。そして追いかけて来たゴンザ、カーラ、リッキーを加え、再び冒険の旅に出る。
カリン
リルトの幼馴染の少女。ドゥーじぃさんの孫。一人称は「あたし」。
リルトの勇者になりたいという話を応援している唯一の人物。リルトの死の間際に「生き残ったらお嫁さんになる」と口にするなど好意を抱いている。
実はゼルダ姫の子孫であり、魔を封印する力を持つ一族「賢者の末裔」に当たる。みなしごだったところ、ゼルダ姫とゆかりのある人物によってドゥーに預けられていた。このためドゥーとは血の繋がりはない。また「ゼルダ」の名を受け継いでもいない。
第1巻にてヘザラ村を襲撃したウルゲとリルト＆ドゥーの戦いが終わった直後、その間隙を突く形で飛行モンスターに拉致されてしまう。直後にリルトは死亡するが、新たな勇者として生き返り、カリンを救い出すべく旅立つこととなる。
現在はハギスが支配する恐怖の森にある砦に幽閉されている。心が不安で満たされている中、ハギスから自身の素性を教えられ激しいショックを受ける。同時に刻一刻と覚醒の時が迫り、少しずつだが賢者としての能力に目覚めつつあった。
最終巻ではハギスにいたぶられるリルトを救うため賢者の能力を行使。ハギスの強化変身を解かせたが「時は満ちた」として再び連れ去られてしまい、満月の日に復活するガノンを再封印するという役目を強要される。リルトが殺されたと思ったカリンは「ガノンより先にあなたを封印してやりたい！」と泣き叫ぶが、まだコントロールできない状態で封印の能力を使えば神経が焼き切れて死に至ると告げられる。命と引き換えにガノンを封印して世界を救うのが自身の使命だと考え、暗い決意を固めた。
最終話では自分が死んでもリルトがハギスを倒してくれると信じ、ガノンの再封印を決行。リルトたちに看取られる形で息を引き取った。その後、ハギスはリルトによって倒され、そしてカリンもまたゼルダが密かに隠し持っていた妖精の力によって復活を果たす。
ゴンザ・デルクロッソ・テリュウス
2巻から登場。一人称は「オレ」「オレ様」。
ハイラル城下出身の勇者を名乗る青年だが、実態はリンクに憧れる勇者オタク。厳しい修行にも耐え、何度も死にかけながら勇者を目指してきた。
現在はマスターソードを探す一方で恐怖王ハギスを倒すことで名を上げようとしており、恐怖の森にてリルトと出会う。
身長はそこまで高くないが、がっしりした体格の持ち主。見た目に反してカナヅチ。武器は投げナイフやバクダンなど遠距離攻撃を主体とするが、戦闘シーンは少ない。リルトからは「ゴンちゃん」の愛称で呼ばれる。
硬派を気取っているが実は女好き。美人の前ではええかっこしいになるためリルトには呆れられている。
リルトがマスターソードの使い手だと知ると嫉妬心からそれを奪い取り、続けてハギスに勝負を挑むも完全に圧倒され敗北。危うく命を奪われかけるが駆け付けたリルトによって寸でのところで助けられる。しかしハギスの圧倒的な力の前にリルトと共に吹き飛ばされ敗北する。
激しい恐怖によって心を折られてしまうが、打倒ハギスを諦めないリルトから「死ぬことよりも逃げ出して臆病者になる方が怖い」と告げられ、自分との差を思い知る。以後はマスターソードに選ばれなかったことを受け入れ、それでも臆病者にはなりたくないとリルトの仲間となる。リルトの勇姿を目の当たりにする内に「勇者を目指すより、あいつを見ている方が面白いかもしれない」と思うようになる。
カーラ
旅の雑貨屋バボイの一人娘。凄腕の拳法使い。関西弁で話す。一人称は「ウチ」。
美少女だがガメつい上にプライドが高く、常に態度は高圧的。それでいて早合点しては暴力を振るうなど父親も手を焼いている。
当初はお店の玄関（大岩）を破壊したリルトとゴンザを盗人と見て襲い掛かり、リルトを痛めつけたことで弱者と見下していた。ハイラルの平和のためにハギスを倒すと聞いても「生意気なヤツ」と苛立ちを覚え、力の腕輪を渡す代わりに溶岩の上にある宝箱を取って来るように告げ、失敗させることでマスターソードを奪おうとする。それが失敗に終わりそうになると妨害に出るなど底意地も悪かった。
しかし父親から咎められ、更にリルトは秘法を手にしたことで正真正銘の勇気の持ち主であると証明する。そしてハギスの刺客ガルゲをマスターソードで秒殺するという戦果を目の当たりにしたことでリルトを認める。
以後は打倒ハギスのためにリルトたちに同行する。リルトに好意を感じさせるような態度も見せたが、カリンのようにはっきりしたものではない。
リッキー
カーラのペットのリス。変身能力を持つ。最終決戦ではドラゴンに変身してリルトたちを支援した。またハギスとの戦いで崖から落ちたリルトを救うという活躍を見せている。

### ヘザラ村
ドゥーじぃさん
カリンの祖父にしてヘザラ村の長老。
かつて禁断の谷に踏み入った盗賊たちを瞬く間に成敗したことからリルトには「勇者」として尊敬されていた。
その正体は凄腕の元騎士であり、ゼルダ姫からトライフォースの守護を命じられていた。騎士と言ってもナイト一族（リンクの血筋）ではない。また上記にもある通りカリンとの血の繋がりもない。
1巻の中盤ではハギスが放った刺客ウルゲと交戦。互角に渡り合うもリルトに気を取られた際に頭部を強打され大怪我をしてしまう。しかしウルゲはリルトによって倒され、ドゥーは一命をとりとめる。
最終巻ではハギスに惨敗したリルトから思いを打ち明けられ、マスターソードの力を引き出すための試練を与えた。
シスター
若い女性。子供たちに慕われている。
リルトの伯父さん
農民。リルトと2人で暮らしている。
最終巻では、再度カリン救出に向かう甥に対し、自分も子供の頃に勇者に憧れていたことを告白。当時母親に頼んで作ってもらった衣装一式をリルトに送った。その際に「必ず生きて帰って来てくれ」と涙ながらに言葉を送った。
子供たち
リルトやカリンの友達。当初は勇者を志すリルトに呆れていたが、ウルゲとの戦いでリルトが死ぬと涙するなど嫌ってはいなかった。
4巻ではカリンの救出に失敗してヘザラ村に運び込まれたリルトを見て、何もできなかった自分たちを恥じるようになる。自分たちも一緒に戦うと口にするもカーラから「ハギスに太刀打ちできるのはマスターソードの使い手だけ」と現実を突きつけられてしまう。

### 天上界
リンク
ハイラルの勇者。現在は過去の人物となり、天上界に住んでいる。遠慮のない口調で憎まれ口を叩き、コメディリリーフも担う。なお、このリンクは青年の姿をしている。
マスターソードを持ちながらウルゲと相打ちになったリルトを「弱い奴」「ヘナチョコ」と蔑んでおり、退魔の剣の使い手としては不適格と見ている。一方でリルトの気持ちまでは否定しておらず、「勇者」としての使命の重さに思い悩むリルトを励まし、生き返りの試練に挑ませている。その際にリルトの師となり「回転斬り」を伝授。次第にリルトの負けん気の強さを認め始める。更にラーダッハとの死闘を得てリルトの潜在能力（天性の反射神経）を知り、憎まれ口を叩きながらも退魔の剣の後継者として認めた。
劇中では妖精の力で何度か生き返ったことが示唆されており、『ゼルダの伝説』や『リンクの冒険』に登場したリンクと同一人物とされる。その結果、天上界から妖精がほとんどいなくなってしまった。
物語中盤では、電話をかけることでリルトに声援とアドバイスを送っている。
「ナイト一族はリンクで最後」と言われており、独身を貫いたことが示唆されている。
ゼルダ
ハイラルの姫。現在は過去の人物となり、天上界に住んでいる。外見は神々のトライフォース準拠だが、美しい女性に成長している。
過去の戦いでリンクの援護を受けながらガノンを封印した。
本編には直接登場せず、ガノン封印時の回想にて容姿が判明。最終話では本人が登場し、密かに地上に妖精を送り込み、命を失ったカリンを復活させた。
エピローグではリンクから「今までどこに行っていたんだ？」と問われたが「その点は不覚追求しないよーに」と誤魔化していた。
モートネじぃさん
天上界に住むカミナリ爺さん。その正体は、ゼルダたちの祖先に当たる大賢者。ケンカだったとは言えリンクに噛みついて慌てさせたリルトを見込んでいる。
ガノンの復活が近いことと三邪王による世界侵略を知り、マスターソードに選ばれたリルトを新たな勇者に任命する。しかしこの時点でウルゲとの死闘で死亡しているため、妖精の力でリルトを生き返らせることを提案した。リンクではなくリルトを生き返らせることからも後継者として見込んでいることが窺える。
その後はモニター越しにリルトたちの奮闘を観戦。スナック菓子を食べていたところ、リンクに取られて食べられてしまうなどコミカルな姿を見せている。
ラーダッハ
1巻に登場。いにしえの武闘家。あまりにも強過ぎたため天上界の人々に恐れられ、霧の荒野に封じられた。長い年月を封印の中で過ごした結果、現在は戦うことしか考えない戦鬼と化している。復活の力を持つ妖精が入った小瓶を所持しており、それを狙った者たちを返り討ちにしては小瓶に詰め込んでいる。
武闘家と言っても素手で戦うのではなく、全身を兜と鎧で覆い、両手に持った二本の斧で武装している。霧の中、フェンス（金網）に囲まれた闘技場で妖精の小瓶を賭け、リルトと一騎討ちを繰り広げる。
三度に渡るリルトの回転斬りによって鎧を破壊され、怒りと共にリザードマンのような不気味な姿を現す。当初は男性風の口調だったが、正体を現してからの口調は女性的であり、戦法も徒手空拳（爪）をつかった武闘家スタイルに変化した。
死闘の末にリルトを追い詰めるが、高笑いした際に口腔が弱点であることを見抜かれる。そこを狙ったリルトの刺突を牙で受け止めて勝ち誇るが、直後に蹴撃でマスターソードを撃ち込まれ、口腔を貫かれたことで敗死・消滅した。その後、妖精の小瓶はリルトの手に渡り、瓶詰にされていた者たちも解放された。

### 恐怖の森
森の民たち
森林にすんでいた住民たち。ハギスによって動物と融合させられウサギ人間にされてしまい「狩られる」日々を過ごしている。森から逃げ出そうとした者たちは木と融合させられ、見せしめとして磔にされている。森の中もハギスの配下であるモンスターたちが跋扈するようになってしまった。
エピローグにてハギスが倒されたことで元の姿に戻っている。
水の女神ジュビ
森の奥にある地下遺跡に住まう女神。森を流れる川から情報を得ることができ、ハギスの悪事をリルトたちに伝えた。
心優しい性格で、傷ついていたリルトとゴンザの身体を瞬く間に癒している。
川が濁ったことから姿を維持することができなくなり、リルトたちの前から姿を消してしまう。エピローグにてハギスが倒されたことで元の姿を取り戻した。
バボイ
旅の雑貨屋でカーラの父親。関西弁で喋る胡散臭い男性。頭にターバンを巻いている。
現在は地下遺跡にて開業しており、パワーアップアイテムなどかなり有用なものを取り扱っている。開業しているといっても商売が目的ではなく、真の狙いは溶岩の上に置かれた宝箱（古代ハイリア人の秘法）を手にすること。
リルトが欲しがっていた力の腕輪をタダで譲ることを条件に宝箱を取って来るように頼む。ただし娘とは違い「勝負は公平に」を信条としており、妨害に出たカーラを抑えている。
顧客（リンク）とは携帯電話でやり取りするなど時代錯誤的なことをしている。生前のリンクとも取引があるなど謎の多い人物。
最終巻ではハギスに惨敗を喫したリルトたちを保護し、ヘザラ村まで運んで手当てを行った。
トラップモンスター
古代ハイリア人が秘法を守るために仕掛けた罠の一つ。外見はライオンを思わせるが実体を持たないため、侵入者を恐怖させる脅しにしかならない。

### ガノン一派
大魔王ガノン
本作の黒幕。かつてリンクの援護を受けたゼルダ姫によって地の底に封印された大魔王。復活のため忠臣ネイバットを動かす。一人称は「ワシ」。
現在は思念だけで通信を行いネイバットたちに指示を出している。また、特定の満月の夜には自身の魔力が届くため、ある程度は地上に干渉が可能なようである。
トライフォースを利用して復活を目論んでいたが、最終巻ではその辺りは描かれることなく復活を果たす。
早い段階でハギスがカリンを拉致して何かを企んでいることを察知するが、「賢者の能力は代を重ねるごとに弱まる」と見て侮っていたため急を要するに足りないと見ていた（それでもハギスとカリンを連れて来るようにネイバットに命じたが、ネイバットたちがハギスとカリンを捨て置いた）。しかしカリンがゼルダ姫に匹敵する能力を持つことを知り焦りを抱くようになる。行方をくらませたハギスがカリンの能力を利用する前に始末をネイバットに命じる。
最終巻では復活を果たすが直後に潜んでいたハギスがカリンに封印を命じたため身動きを封じられる。ネイバットに2人の抹殺を指示するがハギスの策略に破れ、何もできないまま再封印されてしまった。
原作『神々のトライフォース』とは異なり「ゼルダ姫に封印された」ことになっており、神トラから数百年後を描いた『神々のトライフォース2』でも「ガノンは封印された」という設定になっている。

#### 腹心
ネイバット
ガノンの忠臣。主の復活を目論み、そのために邪悪な心を持つ3人の男たちを配下に誘い暗躍する。
ガノンが封印される以前から仕えていた親衛隊長で、力のペンダントで強化されたハギスも凌駕する戦闘力を誇る。シルエットは小柄な少年を思わせるが、蒼い肌、エラを思わせる耳、赤い瞳など人外的要素を持つ。
最終巻ではガノンの復活に狂喜するもハギスが連れて来たカリンによって再封印されそうになる。手始めに裏切ったハギスを始末するべく戦闘を開始。互角以上に渡り合うも手強いと見たハギスに誘導され、能力を行使中のカリンに触れたことで膨大なエネルギーに焼かれ消滅した。

#### 三邪王
ネイバットによって選出された3人の悪党たち。それぞれが恐怖、暴力、陰謀の心を持ち、トライフォースとは対となる負の感情を司る。
トライフォースに触れた後は持ち去ると同時に各地に移動し、3つの地域を支配して悪のトライアングルゾーンを形成した。ただし、掲載紙の休刊が決まった関係で主人公たちと戦ったのはハギスのみ。
ハギス
【恐怖の心】を司る砂漠の盗賊。殺人が趣味の危険な男でナルシスト。特に殺す過程で恐怖に引きつった者の表情に「至高の美」を感じている快楽殺人者でもある。あらゆる場面で不気味な顔芸を披露し、舌を出すのもある。一人称は「俺」または「私」。
普段はクールに振る舞っているが本質は激情的。おぞましい「恐怖」で世界を埋め尽くすという野望を持つ。劇中では勇気のトライフォースと接触して力を得ている。
弓術に長けており、かなりの距離から獲物を射抜くことができる。必殺技は、曲刀から生命エネルギーを光線にして放つ「閃光剣」。その他、曲刀を使った衝撃波も披露している。
物語序盤、禁断の谷に立ち入った際にリルトの姿を見て殺人衝動に駆られ襲い掛かる。しかしリルトの反撃で頭部を傷つけられ激昂。だがネイバットとフーイディンの制止により、復讐心を燃え上がらせながらもリルトを見逃した。
禁断の谷に隠されていた勇気のトライフォースから力を得、手始めに森の民が住む森林へ侵攻。名前を恐怖の森へと変え、自ら「恐怖王」を名乗るようになる。以後は戯れに動物と融合させた森の民たちを「狩って」いる。更に逃げようとした者たちを木と融合させ、磔にすることで見せしめとした。
王を名乗るようになってからは一人称に「私」を使うようになり、口調や外見も地位を意識したものとなった。このため登場するごとに段々と口調が変わっていった。
その後、ある計画のため配下ウルゲらをヘザラ村へと差し向け、賢者の末裔カリンを拉致させた。
ウサギ人間狩りを愉しんでいる最中にゴンザと遭遇し、痛めつけた後で駆け付けたリルトと再戦。マスターソードの使い手だと知って冷や汗を流すも、トライフォースの力を得た自分の敵ではないとして衝撃波によって2人を崖下に落として勝利する。
拉致したカリンを砦に幽閉する一方で、彼女が賢者の末裔（ゼルダ姫の子孫）であることを告げ「復活の迫ったガノンを再封印してハイラルの平和を私たちで守ろう」と告げる。無論、正義感からの言葉ではなく自分がハイラルの支配者として君臨するためである。
やがてカリンを救い出すべく砦に乗り込んで来たリルトたちと激突。リルトの誘いに乗って一騎討ちを繰り広げ、一度は回転斬りによって倒れるも即座に復活。切り札である古代ハイリア人が持っていた無敵のアイテム「力のペンダント」を用いて筋骨隆々の巨体へと変貌する。凄まじい力でリルトたちを圧倒するが、封印の能力に目覚めたカリンによって強化を解かれてしまう。その力を利用するべく再びカリンを連れ去ったため、結果的にリルトたちを見逃すこととなった。
その後、潜伏先にグラスゴーとフーイディンが現れる。動揺を押し隠して惚けるも「裏切者」と詰め寄られ、カリンを渡すように告げられる。しかし「私の気が変わった。それだけの話だ」と叛意を露わにし、2人を返り討ちにする。その際に「バカな奴らだ」と言葉を残した。
そしてガノンが復活した直後にカリンに再封印を命じ、自身はネイバットと対決。分が悪いと見てネイバットを誘い込み、能力を行使中のカリンに接触させることで消滅させ勝利する。直後にガノンもカリンによって再封印された。
邪魔者はいなくなり、ハイラルを支配するという野望は目前となった。そしてカリンを救い出すべく現れたリルトたちを最期の敵として抹殺することを宣言。リルトたちと壮絶な死闘を繰り広げる。
3人がかりでも歯が立たないほどの強さであり、更にリルトが生命エネルギーを消費して光線を放ち続けたことで優位を確信。手始めにゴンザとカーラを嬲り殺しにしようとする。だがそれによって激怒したリルトから光線を撃ち込まれ、力のペンダントを破壊されてしまう。これにより急激にパワーダウンを引き起こし、リルトの斬撃によって右腕を切断される。激昂して襲い掛かるもリルトと共に崖から落ち、自身は運よく岩肌にしがみ付く。落下して行くリルトを見下ろして勝ち誇ったのもつかの間、リルトが投擲したマスターソードによって腹を貫かれ敗北し消滅。「至高の美」を体現しながら最期を迎えた。
グラスゴー
【暴力の心】を司る王家兵士団幹部。3人の配下の中では最も年長で、粗野な外見通り力こそが絶対という考えを持つ。一人称は「オレ様」。
王家に仕えているが国王を軟弱と見下し、圧倒的な「暴力」によって王の座を奪うという野望を持つ。劇中では力のトライフォースと接触している。
リルトたちとの戦いはハギスが務めているため出番は少なかった。
最終巻にてネイバットの命を受け、カリンを連れ去ったハギスの居場所へと乗り込む。フーイディンと共にハギスに詰め寄るが、ハギスの力には敵わず呆気なく殺された。
最期は自分以上の圧倒的な「暴力」の前に討ち死にした。
フーイディン
【陰謀の心】を司る闇の商人。常に落ち着いており必要のないことはしないリアリスト的な思考の持ち主。一人称は「オレ」。杖を武器としている。
人を陥れる悪しき知恵「陰謀」に心酔しており、人間同士が信じ合えない世界を作るという野望を持つ。劇中では知恵のトライフォースと接触している。
リルトたちとの戦いはハギスが務めているため出番は少なかった。
最終巻ではネイバットの命を受け、カリンを連れ去ったハギスの居場所へと乗り込む。仲間意識があったのかハギスを説得しようとしたり、激昂するグラスゴーを抑えるなどしていた。だがハギスから叛意を明確にされたことで戦いを挑むも、グラスゴーと共に呆気なく殺された。
最期は仲間の「陰謀」を止めようとして死亡することとなった。

#### ハギスの配下
ウルゲ
1巻に登場。ハギスの配下。元々は囚人だったがトライフォースの力によって邪悪な姿（モンスター）に変異したことで脱走を果たす。
凶悪な外見に反して精神年齢はリルトとタメを貼るくらいに幼く、リルトを「クソガキくん」「うんこちゃん」と呼ぶ。
ハギスの命を受け、賢者の血を引くカリンを連れ去るべくヘザラ村を襲撃。居合わせたドゥーと対峙するが、空気を読まずに現れたリルトに興を削がれ、「オイオイ、クソガキくん。とっととおうちに帰らないと……即殺っちまうぞコラ…」と気持ち優しめに告げる。しかし立ち向かってきたため敵と見なして一蹴。
怒ったリルトが投げつけたツボにカリンが隠れていたため人質に取り、目的を達成すると同時に村人の皆殺しを宣言。直後に勝負を挑んで来たドゥーの一撃を刃も通さぬ皮膚によって防ぎ優位に立つ。しかしカリンを守るために、そして傷つきながらも戦うドゥーを助けるためにマスターソードの力を引き出したリルトによって頭部から股間まで一刀両断にされ敗死する。
ガルゲ
3巻に登場。ウルゲの兄。弟以上に禍々しい外見をした巨体の男。外見と同じく言動も狂気染みているが、弟想いだったようである。
恐怖の森にある地下遺跡の秘法を探している最中、偶然リルトと遭遇。弟の仇討ちのため勝負を挑んで来る。しかしマスターソードを手にしたリルトには及ばず秒殺された。

## 単行本
1. 1995年6月 ISBN 4-334-80270-2
2. 1996年4月 ISBN 4-334-80317-2
3. 1997年1月 ISBN 4-334-80362-8
4. 1997年5月 ISBN 4-334-80379-2